# Confesor Lara
Confesor Lara (Nacido en Baní, República Dominicana, el 7 de agosto de 1990) es un lanzador de la Liga Venezolana de Béisbol Profesional (LVBP), para los Leones del Caracas.

## Carrera como beisbolista

### 2010
El 28 de mayo de 2010, Confesor Lara es firmado por DSL Tigers para un contrato de ligas menored.

### 2013
El 21 de junio de 2013, Confesor Lara es asignado a GCL Tigers de la Gulf Coast League de la clase Rookie.

### 2014
El 12 de junio de 2014, Confesor Lara es asignado a Connecticut Tigers de la New York–Penn League en Clase A temporada corta.

### 2015
El 4 de abril de 2015, Confesor Lara es asignado a Lakeland Flying Tigers de la Florida State League en Clase A Avanzada (Fuerte).
El 10 de mayo de 2015, Confesor Lara es asignado a Erie SeaWolves de la Eastern League clase Doble A.
En la LIDOM
El 16 de octubre de 2015, Confesor Lara es asignado a Estrellas de Oriente de la Liga de Béisbol Profesional de la República Dominicana para la temporada 2015-2016.

### 2016
El 21 de agosto de 2016, Confesor Lara es asignado a un Fort Myers Miracle de la Florida State League Clase A Avanzada (Fuerte).
El 21 de agosto de 2016, la organización de Minnesota Twins firmó a Confesor Lara para un contrato de ligas menores.
El 28 de diciembre de 2016, Confesor Lara es asignado a los Navegantes del Magallanes de la Liga Venezolana de Béisbol Profesional para la temporada 2016-2017.

### 2017
El 14 de octubre de 2017, Confesor Lara asignado a Estrellas Orientales de la Liga de Béisbol Profesional de la República Dominicana para la temporada 2017-2018.

### 2018
El 22 de marzo de 2018, Confesor Lara es asignado a Algodoneros de Unión Laguna de la Liga Mexicana de Béisbol de la Clase Triple A.
El 21 de abril de 2018, Algodoneros de Unión Laguna liberan a Confesor Lara.
El 13 de octubre de 2018, Confesor Lara es asignado a Leones del Escogido.
El 20 de noviembre de 2018,
Leones del Escogido ponen a Confesor Lara en la lista de reserva.
En la LVBP
El 15 de diciembre de 2018, Confesor Lara es asignado a los Leones del Caracas de la Liga Venezolana de Béisbol Profesional para la temporada 2018-2919. Durante la temporada, Lara lanzó en 2 partidos y tuvo un récord de 0-0, 11.57 de efectividad, 1 ponche, 0 bases por bolas en 2.1/3 entradas lanzadas.
- Boxscore 18 de diciembre de 2018

- Boxscore 19 de diciembre de 2018